# Водольський Іван
Іван Водольський (на афішах А. І. , ? — ?) — український скрипаль XIX ст., один із засновників Київської скрипкової школи.
Навчався у Варшавському музичному інституті у 1860—1863 роках. У 1863 році був одним з організаторів Київського відділення Російського музичного товариства (РМТ), де брав участь у симфонічних зібраннях та інших концертах. Виступав в ансамблі з Миколою Лисенком, Генриком Венявським, Василем Кологривовим та іншими. З 1867 року працював солістом Київської опери.
Гра скрипаля відзначалася точним дотриманням тексту і стилю композитора. В репертуарі — твори К. В. Бюхнера, західно-європейських композиторів.
Також вів активну педагогічну діяльність. Наприкінці 1850-х років викладав скрипку у першій і другій київських гімназіях. З 1868 до 1875 року був викладачем Музичного училища РМТ. Серед його учнів — видатні скрипалі-віртуози Й. Котек, О. Колаковський, А. Чабан, К. П'ятигорович, П. Золотаренко, Й. Шадек та інші.